# Gentianella carneorubra
Gentianella carneorubra là một loài thực vật có hoa trong họ Long đởm. Loài này được (Gilg) Fabris ex J.S.Pringle mô tả khoa học đầu tiên năm 1981.